# Cymothoe alcimeda
Cymothoe alcimeda är en fjärilsart som beskrevs av Jean Baptiste Godart 1823. Cymothoe alcimeda ingår i släktet Cymothoe och familjen praktfjärilar. Inga underarter finns listade i Catalogue of Life.